# Cuenca de antepaís

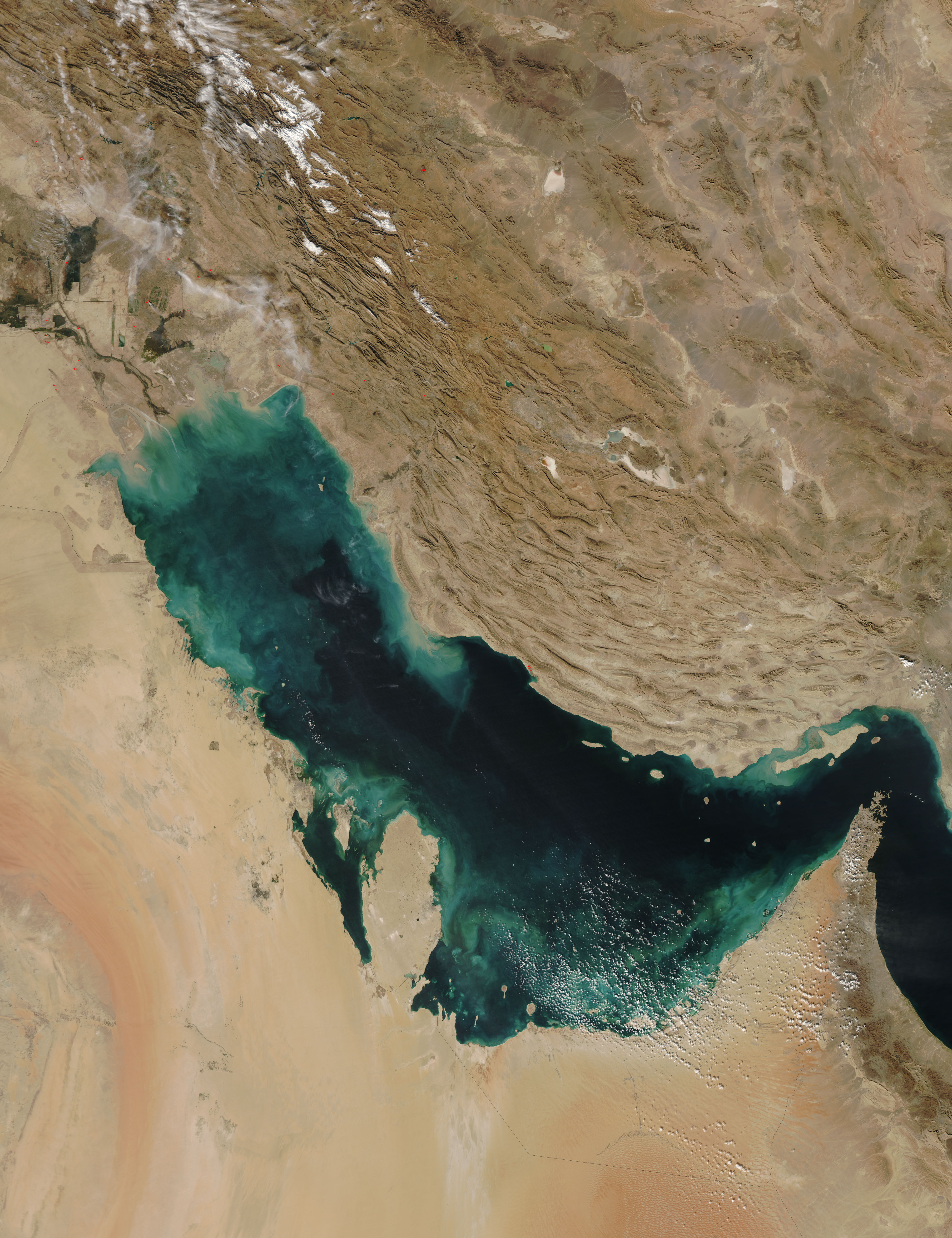
Golfo pérsico, la cuenca de antepaís producida por el cinturón orogénico de los montes Zagros

Una cuenca de antepaís es una depresión flexural ubicada en el margen de un orógeno en donde se acumulan sedimentos provenientes principalmente del mismo. Estas cuencas sedimentarias se forman en escalas de tiempo de entre millones y cientos de millones de años. Debido al peso del orógeno sobre la litosfera terrestre, la región del antepaís se hunde isostáticamente y genera el espacio necesario (cuenca) para atrapar los sedimentos aportados principalmente por ríos desde el orógeno. Este hundimiento se debe a que el sistema orógeno-cuenca descansa sobre la astenosfera, que se comporta como un fluido a escalas de tiempo geológicas, mientras que la litosfera se flexiona como una placa delgada (flexión litosférica). 
Ejemplos de cuencas de antepaís y los orógenos asociados: 
- Cuencas de antepaís de los Andes
- Cuenca sedimentaria del Ebro (Pirineos)
- Cuenca de Molasse y Cuenca del Po (Alpes)
- Cuenca de Alberta (Montañas Rocosas)

- Datos: Q1978695